# Medal 30-lecia Dowództwa Garnizonu Warszawa
Odznaka okolicznościowa „Medal 30-lecia Dowództwa Garnizonu Warszawa” – forma uhonorowania osób zasłużonych dla rozwoju i funkcjonowania Dowództwa Garnizonu Warszawa (DGW).

Medal jest symbolem więzi łączącej żołnierzy i pracowników wojska, której podstawą są: specjalistyczne wyszkolenie, etos służby i pracy oraz charakter wykonywanych zadań. Nadanie odznaki jest zewnętrzną formą wyróżnienia służbowego stanowiącego wyraz uznania dla ofiarnej służby i pracy oraz powodem do dumy z przynależności do grona kardy zawodowej i pracowników DGW.

Medal decyzją z dnia 31 stycznia 2025 ustanowił Minister Obrony Narodowej.

## Zasady nadawania
Prawo do otrzymania medalu przysługuje:
1. Dowódcy Garnizonu Warszawa – z tytułu objęcia stanowiska służbowego;
2. żołnierzom zawodowym po przesłużeniu w DGW co najmniej roku lub którzy służyli w DGW w 2025 r., a w dwóch ostatnich opiniach służbowych otrzymali średnią ocenę dobrą (4,00) lub wyższą;
3. pracownikom resortu obrony narodowej po przepracowaniu w DGW co najmniej dwóch lat;
4. innym osobom fizycznym i prawnym szczególnie zasłużonym dla DGW[a].

Medal nadaje Dowódca Garnizonu Warszawa z własnej inicjatywy lub na podstawie wniosku zaopiniowanego przez Komisję Medalu.
Medal nadaje się imiennie wraz z legitymacją, które wręcza się podczas uroczystości z okazji Święta DGW, świąt państwowych i pozostałych świąt wojskowych oraz w innych szczególnie ważnych dla służby i pracy okolicznościach.
Medal wręcza Dowódca Garnizonu Warszawa lub wyznaczeni przez niego przedstawiciele.
Prawo do posiadania medalu tracą żołnierze i pracownicy DGW skazani prawomocnym wyrokiem sądu za przestępstwa popełnione z winy umyślnej lub z niskich pobudek. W uzasadnionych przypadkach prawa do medalu mogą być pozbawieni żołnierze prawomocnie ukarani za przewinienia dyscyplinarne.
Decyzję o pozbawieniu prawa do medalu podejmuje Dowódca Garnizonu Warszawa z własnej inicjatywy albo na wniosek Komisji.

## Wygląd
Medal stanowi koło o średnicy 40 mm w kolorze srebrzystym. Na awersie pośrodku umieszczono herb miasta stołecznego Warszawy – miejsca stacjonowania DGW. Wizerunek herbu nałożony jest na wieniec laurowo-dębowy barwy srebrnej, będący symbolem zwycięstwa i męstwa. Na wieńcu, pod herbem znajdują się dwie skrzyżowane srebrne szable, symbolizujące zadania związane z organizacją i przeprowadzaniem uroczystości z udziałem wojskowej asysty honorowej. W otoku, na granatowym tle umieszczono niebieski napis DOWÓDZTWO GARNIZONU WARSZAWA. Na rewersie pośrodku umieszczono srebrny wizerunek Grobu Nieznanego Żołnierza – symbolu narodowego upamiętniającego bezimiennych bohaterów walk o ojczyznę. W górnej części rewersu znajduje się srebrny napis BÓG, HONOR, OJCZYZNA, będący dewizą Wojska Polskiego. W dolnej części rewersu umieszczono srebrne daty 1995–2025, związane z powstaniem oraz jubileuszem obchodów 30-lecia DGW.
Medal zawieszony jest na granatowej wstążce szerokości 40 mm i długości 65 mm z zewnętrznymi pasami srebrnymi i umieszczonym pośrodku pasem w kolorze złoto-czerwonym.
Medal nosi się na lewej stronie piersi, po orderach i odznaczeniach państwowych oraz po odznaczeniach resortowych.